# Domenico Pace
Domenico Daniele Pace (* 9. Juli 1924 in Padua; † 16. August 2022 in Mailand) war ein italienischer Fechter.

## Biografie
Domenico Pace wurde zusammen mit Roberto Ferrari, Mauro Racca, Idalgo Masetto und Ilio Niccolini 1951 Mittelmeerspielesieger im Mannschaftswettbewerb im Säbelfechten. Zwei Jahre später gewann er mit dem italienischen Team WM-Silber in derselben Disziplin. Bei den Olympischen Sommerspielen 1956 wurde Pace mit dem italienischen Team im Säbel-Mannschaftswettkampf Fünfter.